# 龙治水
龙治水，是中国古代历法中的用于预测一年旱涝的方法，农历每年正月第一个辰日在第几日就称“几龙治水”，如在正月初五则为“五龙治水”。因此，最少可为“一龙治水”，最多可为“十二龙治水”，龙数越多，预示着一年的雨量越少，逢五龙治水和六龙治水的年份被认为雨量最为适中。

## 文化背景
在中国古代神话中，龙是掌管降雨的神兽，而古代中国是农耕文明社会，每年的降雨量直接影响到国家的根本。中国古代黄历中的“龙治水”、“得辛”、“牛耕田”、“分饼”等概念都是由干支纪日法演化而来。农历正月是一年的开始，所谓一年之计在于春，这些用农历正月对一年的年景进行预测的简便方法，是基于古人对丰年的期盼，是古人实践经验的总结，充满着朴素的哲学思想。

## 相近概念
正月第一个丑日为第几日称“几牛耕田”，牛多则田土僵硬，牛少则土地无成，以三至五牛最佳。正月第一个辛日为第几日称“几日得辛”，日数越多则一年里所得财富越多。正月第一个丙日为第几日称“几人分饼”，人数越少年景越好。

## 文化影响
对几龙治水与旱涝的关系，民间有“龙多靠，龙少游”或“龙多靠，龙少涝”的说法，但也有“龙多乱靠，不旱就涝”的说法。
谚语“龙多不治水”或“龙多不下雨”，有时后缀“鸡多不生蛋”或“人多不管事”等，常被用于指人多反而办不成事情，以批评人浮于事、协作不力或令出多门等现象。成语“龙多乃旱”出自宋代李季可《松窗百说·恃众》，比喻人多互相依赖，反而办不成事。
“多龙治水”一词常被用来指同一事物被多个部分管辖，因缺乏统一管理而造成混乱或低效，这一用法也可根据管理部分的具体数量称为几龙治水，如中国债券发行曾同时受财政部、中国人民银行、发改委、证监会、银监会和保监会六个部门管理，被称为“六龙治水”。